# Biskupice (powiat Poznań)
Het dorp Biskupice ligt in de gemeente Pobiedziska, district Powiat Poznański in het woiwodschap Groot-Polen in Polen. In het dorp wonen 1.896 inwoners (1.100 in 2007), maar het aantal groeit snel door overloop vanuit Poznań.

## Naam van het dorp
Biskupice heeft door de jaren heen veel naamwijzigingen ondergaan:
- 1365 - Biszkvpycze
- 1470 - Biskvpicze
- 1531 - Byskupyc
- 1562 - Biskupycze Borowe
- 1690 - Biskupicze
- 1757 - Heilig Biskupice
- 1919 - Biskupice

Tijdens de nazi-bezetting (1939-1945) heette het dorp achtereenvolgens Biskupitz, Kautzheim, Konradsau en na de bevrijding in 1945 Groot Biskupice

## Verkeer en vervoer
Biskupice is per trein bereikbaar via Station Biskupice Wielkopolskie. Per auto is de plaats ontsloten via de interlokale tweebaans hoofdweg Poznań-Gniezno.

## Sport en recreatie
- Door deze plaats loopt de Europese wandelroute E11. De E11 loopt van Den Haag naar het oosten, op dit moment tot de grens Polen/Litouwen. Ter plaatse komt de route binnen vanuit Uzarzewo, en vervolgt via de bossen oostwaarts richting Pobiedziska.